# Stonychophora crenulata
Stonychophora crenulata är en insektsart som först beskrevs av Brunner von Wattenwyl 1893.  Stonychophora crenulata ingår i släktet Stonychophora och familjen grottvårtbitare. Inga underarter finns listade i Catalogue of Life.